# Ottocaro IV di Stiria
Ottocaro IV (19 agosto 1163 – 8 maggio 1192) fu margravio di Stiria dal 1164 al 1180 e, a seguito dell'elevazione del margraviato a ducato, duca di Stiria dal 1180 fino alla sua morte. La Stiria precedentemente era un margraviato subordinato al ducato originario di Baviera; nel 1180 il margraviato fu elevato allo status di ducato indipendente.

## Biografia
Era l'unico figlio unico di Ottocaro III di Stiria (1124-1164) e di sua moglie Cunigonda († 1184), figlia del margravio bavarese Diepoldo III di Vohburg e cognata dell'imperatore Federico Barbarossa, essendo sorella di Adelaide di Vohburg. Apparteneva alla dinastia degli Ottocari. Suo padre gli lasciò in eredità estese proprietà che si estendevano attorno al Danubio e attorno al fiume Mur fino alla marca di Carniola. Verso la metà del XII secolo, gli Ottocari trasferirono la loro residenza da Steyr al castello di Graz (Schlossberg) a Graz.
Minorenne al momento della morte di suo padre in una crociata nel 1164, Ottocaro IV fu cresciuto sotto la tutela di sua madre Cunigonda e da ministeriales stiriani. Il giovane margravio entrò in diversi conflitti con i vicini duchi Babenberg e anche con il duca della dinastia Sponheim Ermanno II di Carinzia. Sostenuto dallo zio materno, l'imperatore Federico Barbarossa, fece grandi sforzi per proteggere il confine imperiale contro il regno di Ungheria ad est; fece ricostruire la sua residenza di Graz e venne eretta, intorno al 1170, la fortezza di Fürstenfeld. Quando all'Hoftag di Gelnhausen del 1180 l'imperatore dichiarò deposto il duca ribelle Enrico il Leone, Federico ne approfittò e staccò la marca stiriana dal ducato di Baviera e elevò Ottocaro a duca indipendente.
Ottocaro IV, senza figli e mortalmente ammalato (aveva contratto la lebbra durante la crociata), fu il primo ma anche l'ultimo duca degli Ottocari. Con il consenso dell'imperatore, siglò nel 1186 il patto di Georgenberg con il duca Leopoldo V d'Austria: entrambi i duchi si incontrarono a Enns e concordarono che Ottocaro avrebbe dato il suo ducato a Leopoldo e al figlio Federico, con la clausola che l'Austria e l'Istria sarebbero rimaste indivise da quel momento in poi. Il contratto di eredità portò la Stiria sotto il dominio del ducato d'Austria dopo la morte di Ottocaro nel 1192.
Fu sepolto nella certosa di Seitz, fondata da suo padre; nel 1827 i suoi resti mortali furono trasferiti all'abbazia di Rein.

## Ascendenza
|                          |                        |                               | Genitori                 |  |  | Nonni |  |  | Bisnonni              |  |  | Trisnonni            |  |
|                          |                        |                               |                          |  |  |       |  |  | Ottocaro II di Stiria |  |  | Ottocaro I di Stiria |  |
|                          |                        |                               |                          |  |  |       |  |  | Ottocaro II di Stiria |  |  | Ottocaro I di Stiria |  |
|                          |                        | Willibirg di Eppenstein       |                          |  |  |       |  |  | Ottocaro II di Stiria |  |  |                      |  |
| Leopoldo di Stiria       |                        |                               |                          |  |  |       |  |  | Ottocaro II di Stiria |  |  |                      |  |
|                          |                        | Elisabetta di Babenberg       | Leopoldo II di Babenberg |  |  |       |  |  |                       |  |  |                      |  |
|                          |                        | Elisabetta di Babenberg       | Leopoldo II di Babenberg |  |  |       |  |  |                       |  |  |                      |  |
|                          |                        | Elisabetta di Babenberg       | Ida di Cham              |  |  |       |  |  |                       |  |  |                      |  |
| Ottocaro III di Stiria   |                        | Elisabetta di Babenberg       |                          |  |  |       |  |  |                       |  |  |                      |  |
|                          |                        | Enrico IX di Baviera          | Guelfo I di Baviera      |  |  |       |  |  |                       |  |  |                      |  |
|                          |                        | Enrico IX di Baviera          | Guelfo I di Baviera      |  |  |       |  |  |                       |  |  |                      |  |
|                          |                        | Enrico IX di Baviera          | Giuditta di Fiandra      |  |  |       |  |  |                       |  |  |                      |  |
| Sofia di Baviera         |                        | Enrico IX di Baviera          |                          |  |  |       |  |  |                       |  |  |                      |  |
|                          |                        | Wulfhilde di Sassonia         | Magnus di Sassonia       |  |  |       |  |  |                       |  |  |                      |  |
|                          |                        | Wulfhilde di Sassonia         | Magnus di Sassonia       |  |  |       |  |  |                       |  |  |                      |  |
|                          |                        | Wulfhilde di Sassonia         | Sofia d'Ungheria         |  |  |       |  |  |                       |  |  |                      |  |
| Ottocaro IV di Stiria    |                        | Wulfhilde di Sassonia         |                          |  |  |       |  |  |                       |  |  |                      |  |
|                          | Diepoldo II di Vohburg | Diepoldo I di Vohburg         |                          |  |  |       |  |  |                       |  |  |                      |  |
|                          | Diepoldo II di Vohburg | Diepoldo I di Vohburg         |                          |  |  |       |  |  |                       |  |  |                      |  |
|                          | Diepoldo II di Vohburg | ?                             |                          |  |  |       |  |  |                       |  |  |                      |  |
| Diepoldo III di Vohburg  | Diepoldo II di Vohburg |                               |                          |  |  |       |  |  |                       |  |  |                      |  |
|                          |                        | Liutgarda di Zähringen        | Bertoldo I di Zähringen  |  |  |       |  |  |                       |  |  |                      |  |
|                          |                        | Liutgarda di Zähringen        | Bertoldo I di Zähringen  |  |  |       |  |  |                       |  |  |                      |  |
|                          |                        | Liutgarda di Zähringen        | Richwara di Carinzia     |  |  |       |  |  |                       |  |  |                      |  |
| Cunegonda di Vohburg     |                        | Liutgarda di Zähringen        |                          |  |  |       |  |  |                       |  |  |                      |  |
|                          |                        | Cuno di Northeim              | Ottone di Northeim       |  |  |       |  |  |                       |  |  |                      |  |
|                          |                        | Cuno di Northeim              | Ottone di Northeim       |  |  |       |  |  |                       |  |  |                      |  |
|                          |                        | Cuno di Northeim              | Richenza di Svevia       |  |  |       |  |  |                       |  |  |                      |  |
| Cunegonda di Beichlingen |                        | Cuno di Northeim              |                          |  |  |       |  |  |                       |  |  |                      |  |
|                          |                        | Cunegonda di Weimar-Orlamünde | Ottone I di Meißen       |  |  |       |  |  |                       |  |  |                      |  |
|                          |                        | Cunegonda di Weimar-Orlamünde | Ottone I di Meißen       |  |  |       |  |  |                       |  |  |                      |  |
|                          |                        | Cunegonda di Weimar-Orlamünde | Adela di Lovanio         |  |  |       |  |  |                       |  |  |                      |  |
|                          |                        | Cunegonda di Weimar-Orlamünde |                          |  |  |       |  |  |                       |  |  |                      |  |